# Tuo Hu
Tuo Hu är en sjö i Kina. Den ligger i provinsen Anhui, i den östra delen av landet, omkring 150 kilometer norr om provinshuvudstaden Hefei. Tuo Hu ligger 11 meter över havet. Arean är 38 kvadratkilometer. Den sträcker sig 17,2 kilometer i nord-sydlig riktning, och 12,3 kilometer i öst-västlig riktning.
Genomsnittlig årsnederbörd är 1 168 millimeter. Den regnigaste månaden är augusti, med i genomsnitt 196 mm nederbörd, och den torraste är januari, med 22 mm nederbörd.